# Açores e Velosa
Açores e Velosa (oficialmente: União das Freguesias de Açores e Velosa) é uma freguesia portuguesa do município de Celorico da Beira, com 20,94 km² de área e 426 habitantes (censo de 2021). A sua densidade populacional é 20,3 hab./km².

## História
Foi constituída em 2013, no âmbito de uma reforma administrativa nacional, pela agregação das antigas freguesias de Açores e Velosa e tem a sede em Açores.

## Demografia
A população registada nos censos foi:
| Distribuição da População por Grupos Etários | Distribuição da População por Grupos Etários | Distribuição da População por Grupos Etários | Distribuição da População por Grupos Etários | Distribuição da População por Grupos Etários | Distribuição da População por Grupos Etários |
| -------------------------------------------- | -------------------------------------------- | -------------------------------------------- | -------------------------------------------- | -------------------------------------------- | -------------------------------------------- |
| Antes da agregação                           |                                              |                                              |                                              |                                              |                                              |
| Ano                                          | 0-14 anos                                    | 15-24 anos                                   | 25-64 anos                                   | >= 65 anos                                   | Total                                        |
| 2001                                         | 80                                           | 73                                           | 229                                          | 133                                          | 515                                          |
| 2011                                         | 63                                           | 55                                           | 215                                          | 133                                          | 466                                          |
| Após a agregação                             |                                              |                                              |                                              |                                              |                                              |
| Ano                                          | 0-14 anos                                    | 15-24 anos                                   | 25-64 anos                                   | >= 65 anos                                   | Total                                        |
| 2021                                         | 45                                           | 39                                           | 199                                          | 143                                          | 426                                          |

## Festividades
Açores
- - Festa da Sra. do Açor (2ª feira de Pentecostes)
  - Romaria à Sra. do Açor (10 dias após o Pentecostes)
  - Festa da Sra. Assunção (15 de Agosto)
  - Festa de Sto. António (13 de Junho)
- Feiras e Mercados: anual - Feira de Gado (5ª feira da Ascensão) e mensal - terceiro sábado

Velosa
- Festa de Nossa Senhora dos Prazeres (primeiro fim-de-semana de Agosto)